# 松浦鉄道西九州線
西九州線（にしきゅうしゅうせん）は、佐賀県西松浦郡有田町の有田駅から伊万里駅、たびら平戸口駅を経て、長崎県佐世保市の佐世保駅に至る松浦鉄道の鉄道路線である。
旧国鉄の特定地方交通線であった九州旅客鉄道（JR九州）松浦線（まつうらせん）を1988年に第三セクター鉄道に転換して開業した。
北松浦半島を回る形で沿線市町を結んでいる。路線の半分は国道204号と並行して走っており、車窓から道路を見ることができる。また、佐世保中央駅と中佐世保駅の間の距離は200メートルで、鉄道線としては筑豊電気鉄道線黒崎駅前駅 - 西黒崎駅間と並んで日本で一番短い。
佐世保市吉井町の福井川に架かる福井川橋梁は竹筋コンクリートで建設された可能性がある（項目参照）。2006年9月、文化審議会の答申により福井川橋梁を含む潜竜ヶ滝駅 - 吉井駅間のコンクリート橋梁3本が国の登録有形文化財になることが決まった。

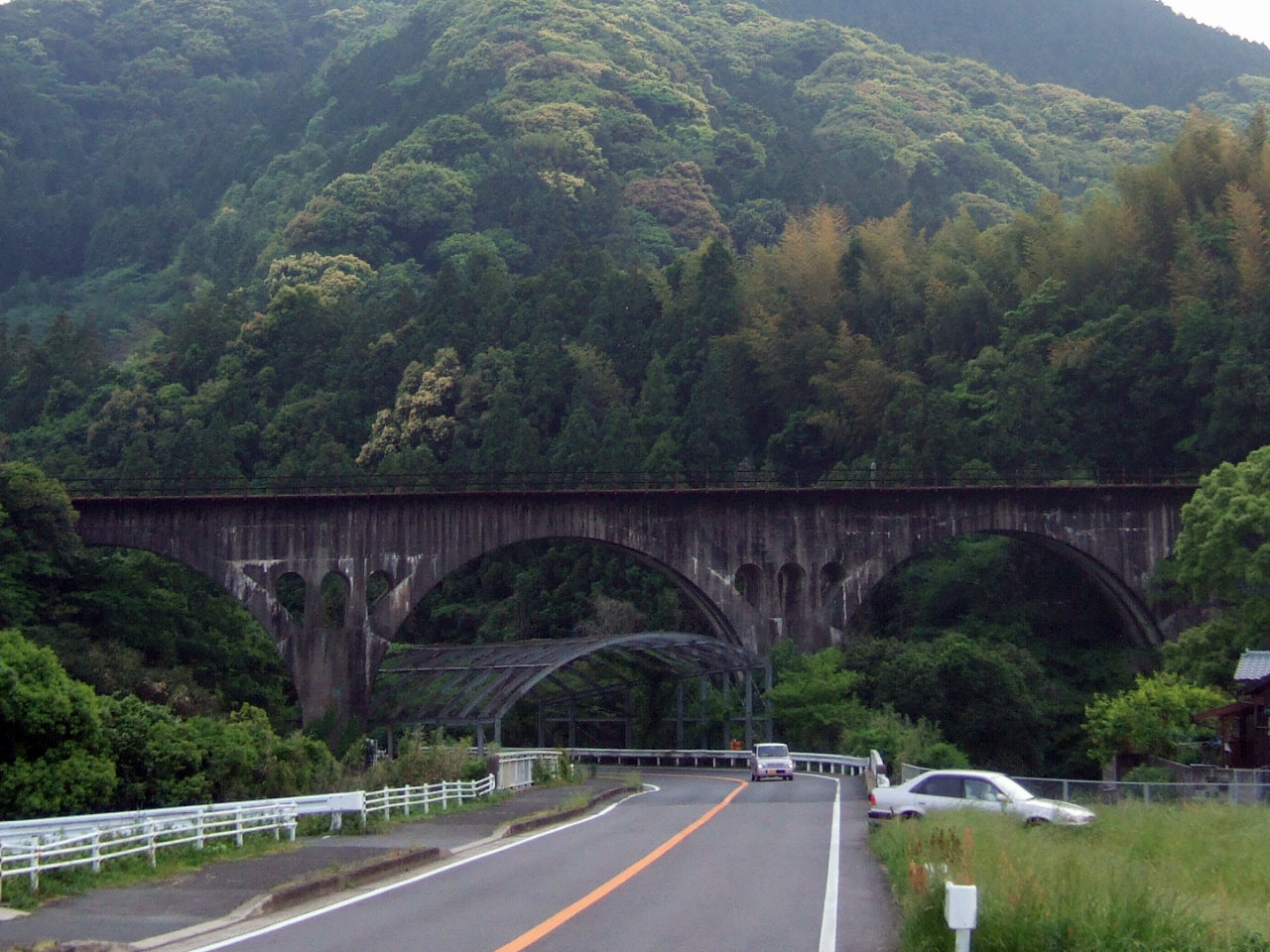
福井川橋梁

## 路線データ
- 管轄（事業種別）：松浦鉄道（第一種鉄道事業者）
- 路線距離（営業キロ）：93.8km
- 軌間：1067mm
- 駅数：57駅（起終点駅含む）
- 複線区間：なし（全線単線）
- 電化区間：なし（全線非電化）
- 閉塞方式：特殊自動閉塞式（電子符号照査式）
- 保安装置：ATS-SK[2]
- 交換可能駅：蔵宿駅、夫婦石駅、伊万里駅、楠久駅、久原駅、今福駅、松浦駅、御厨駅、たびら平戸口駅、江迎鹿町駅、吉井駅、佐々駅、真申駅、相浦駅、上相浦駅、中里駅、左石駅、北佐世保駅
- 最高速度：85km/h[2]
- IC乗車カード対応区間：
  - nimocaエリア：全線（運賃箱付き車載型IC改札機で対応）[3]

## 運行形態
松浦線からの転換当初は有田駅 - 伊万里駅 - 佐世保駅（ - 一部JR佐世保線早岐駅）間の全線を通して運行される列車も存在したが、1992年7月15日改正で伊万里駅を境に運転系統が分かれ、同駅を跨いで運行する列車はなくなった。また特記ない限り単行（1両編成）の普通列車であり、後乗り前降り方式のワンマン運転が実施されている。
列車番号は、佐々駅 - 佐世保駅間が100番台、たびら平戸口駅 ( 江迎鹿町駅 ) - 佐世保駅間が200番台、伊万里駅 - 佐世保駅間が300番台、松浦駅・たびら平戸口駅発着など区間便が400番台、伊万里駅 - 松浦駅間が500番台、有田駅 - 伊万里駅間が600番台。快速列車は3桁の列車番号の頭に1がつく。

### 有田駅 - 伊万里駅間
朝・夕方は1時間に2 - 3本、その他の時間帯は1時間に1 - 2本程度運行されている。この区間の途中駅を始発・終着とする列車はなく、全列車が有田駅 - 伊万里駅間で運行される。

### 伊万里駅 - 佐世保駅間
日中は1時間あたり伊万里駅 - 佐世保駅間運転の普通列車と、佐々駅 - 佐世保駅間運転の普通列車が1本ずつ、あわせて2本運転されている。朝夕には松浦駅・たびら平戸口駅を始発・終着とする列車や、下り1本のみ江迎鹿町駅始発の列車（佐々駅からは後述の快速運転）も設定されている。佐世保駅に近づくにつれて本数が増え、伊万里駅 - たびら平戸口駅間は大半の時間帯で1時間あたり1本だが、佐々駅 - 佐世保駅間は日中は2 - 3本、ラッシュ時には最大4本運転される。朝夕の一部列車は2両に増結され、その場合は各車両前部に乗務員が乗務し、運賃収受やドア確認を行っている。また、車両基地を併設する拠点駅である佐々駅の他に江迎鹿町駅・吉井駅においても列車の分割作業が行われ、分割した車両を折り返し営業運転させるなどして朝ラッシュの通勤通学需要に対応している。かつてはラッシュ時に最大5両編成の運用もあった。
2022年9月23日改正時点で佐々駅 - 佐世保駅間には3往復の快速列車が運行されている。いずれも朝時間帯の運転である。停車駅は駅一覧の項を参照されたい。かつては佐世保駅からJR九州佐世保線・大村線に直通して早岐駅やハウステンボス駅まで乗り入れる列車もあったが、2020年3月14日のダイヤ改正で直通運転は終了した。

#### 快速列車の運行
2002年3月22日まではたびら平戸口駅 - 佐世保駅間に快速列車が1往復設定されていた。このうち、たびら平戸口駅発の下り列車は、かつての準急「九十九島」（後の急行「平戸」）運転開始以来のダイヤをほぼそのまま継承しており、土休日や夏休みなどにはJR車両により大村線経由で長崎駅まで直通運転を行っていた（JR九州線内は快速「シーサイドライナー」として運転）。2000年3月11日ダイヤ改正時に佐世保駅高架化工事のため直通運転を休止するが、その直前の2000年1月8日からはこの直通運転列車に松浦鉄道のMR-500形（レトロン号）も使用され、JRのキハ58形+キハ65形に併結していた。
このほか1990年3月10日改正から1991年3月15日までは伊万里駅 - たびら平戸口駅間に1往復の快速列車（停車駅はたびら平戸口行は久原駅・今福駅・今福鷹島口駅・松浦駅・御厨駅、伊万里行は楠久駅・鳴石駅も停車）も運行されたが、2002年3月23日のダイヤ改正で西九州線は普通列車のみの運行となった。
2006年6月1日に佐々駅→佐世保駅間に通勤快速が下り1本設定され、通過駅のある快速列車の運行が復活した。通勤快速の停車駅は小浦駅・棚方駅・上相浦駅・左石駅・佐世保中央駅であった。2007年3月18日のダイヤ改正で通勤快速に代わり快速が朝に下り4本・上り3本設定された。その後2008年3月15日のダイヤ改正で夕方に上り1本が増発され、2019年3月16日のダイヤ改正で下りの一部列車が中里駅に停車するようになった。2022年9月23日のダイヤ改正で朝の快速のうち下り1本が普通に格下げ、夕方の上り快速が廃止されて、朝のみ3往復の現行の運行体制となっている。
このほか2008年3月15日のダイヤ改正では土曜・休日のみ、佐世保駅→たびら平戸口駅間に快速が上り1本設定された。停車駅は佐々駅までは他の快速列車と同様で、佐々駅からは終点のたびら平戸口駅まで無停車だった。この快速は2009年3月14日のダイヤ改正で、大村線ハウステンボス駅→たびら平戸口駅間を毎日運行する快速「平戸エクスプレス」に変更された。JR線内は各駅停車で、佐々駅→たびら平戸口駅間は吉井駅と江迎鹿町駅が停車駅に追加された。2011年3月12日のダイヤ改正で、JR線への直通が早岐駅までに短縮されたのに伴い廃止された。

#### JR線との直通運転

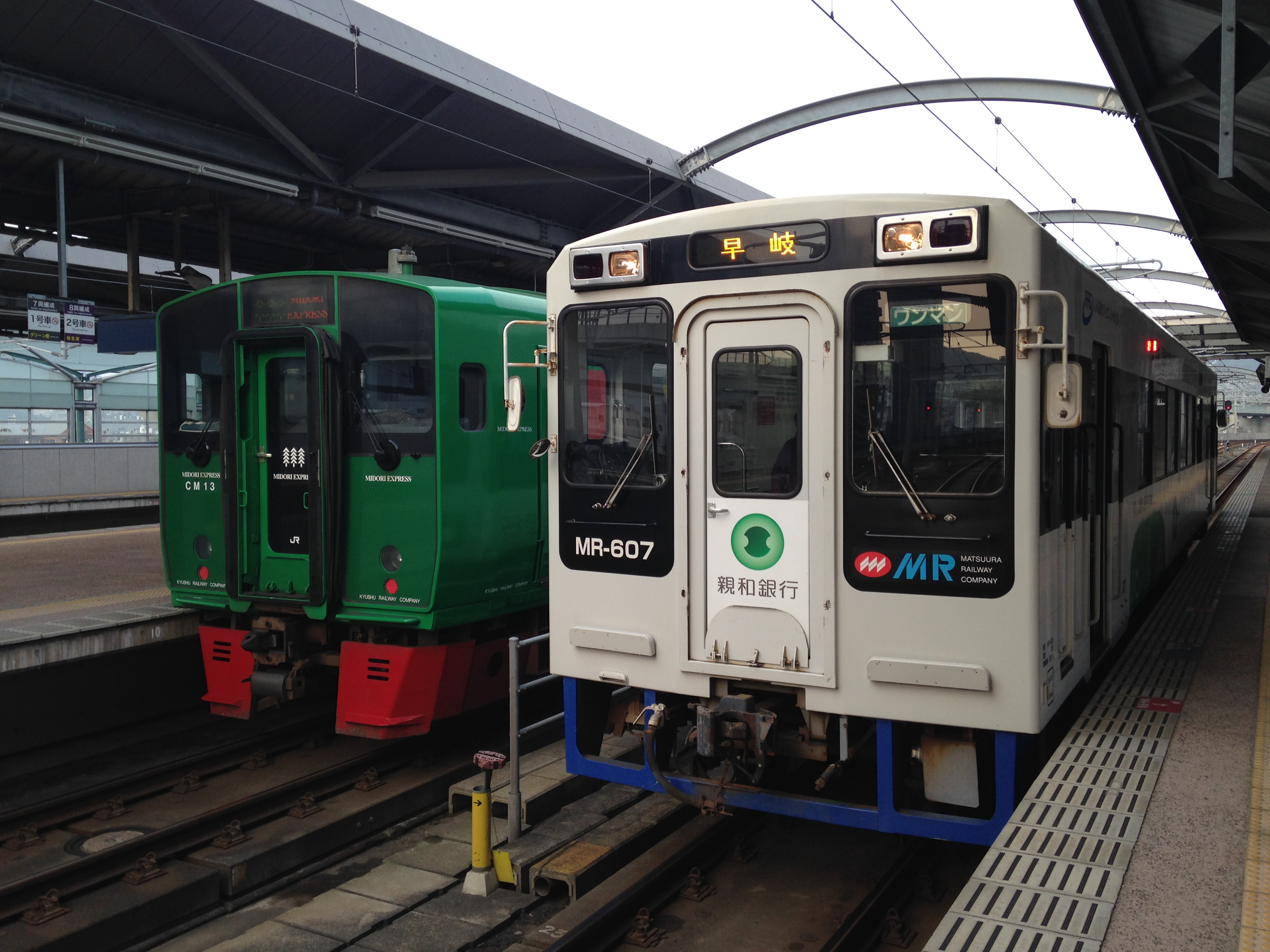
佐世保駅のJR側のりばに停車中の早岐行き松浦鉄道列車（右）

開業時から2000年3月10日までは松浦鉄道車両が佐世保線に乗り入れて早岐駅まで運転（1992年より一部はハウステンボス駅まで延長）されており、佐世保駅高架化完成後の2002年3月23日の乗り入れ再開以降は松浦鉄道からの直通のほか、JR九州の快速「シーサイドライナー」の一部に長崎駅から長崎本線・大村線・佐世保線を経て佐々駅まで直通運転する列車もあったが、松浦鉄道の車両の老朽化で故障が増加したため、2006年3月18日のダイヤ改正をもって直通運転は休止された。
その後新型車両への置き換えが進んだこともあり、2009年3月14日のダイヤ改正で松浦鉄道の車両がハウステンボス駅まで1往復直通する形で直通運転が開始された。このうち、ハウステンボス駅発の列車は西九州線内は前述の「平戸エクスプレス」として運行された。2011年3月12日のダイヤ改正で直通運転は早岐駅までに短縮され、佐々駅→早岐駅間、早岐駅→伊万里駅間に1本ずつ運行する体制となったが、2020年3月14日ダイヤ改正で直通運転は終了した。
なお、西九州線と佐世保線は有田駅でも接続しているが、松浦鉄道の開業以来有田駅を跨いでの直通運転は定期列車では行われたことがない。

#### かつての高頻度運転
1992年7月15日の改正で列車が大幅に増発され、昼間時、概ね12時以降の時間帯で伊万里駅 - 松浦駅間で30分間隔、佐々駅 - 佐世保駅間で20分間隔の運行が行われ、利用者の増加につながった。しかし、その後の利用者減少により、2005年10月1日改正で伊万里駅 - 松浦駅間の区間運転列車の大多数が廃止された後、2006年3月18日改正で昼間の佐々駅 - 佐世保駅間の列車が30分間隔に減便され、ほぼ現在の運行体系となった。

## 歴史
西九州線（松浦線）は、吉井以北から東側を伊万里鉄道を始まりとする伊万里線、以南を佐世保軽便鉄道を始まりとする松浦線として建設された。

### 伊万里鉄道 - 伊万里線
陶磁器運搬のため、伊万里鉄道により有田 - 伊万里間が1898年に開業した。同年中に九州鉄道に合併された後、国有化。伊万里線として順次延伸され、1944年に肥前吉井（現在の吉井）駅まで開業し、松浦線と繋がった。
- 1898年（明治31年）
  - 8月7日 伊万里鉄道が有田 - 伊万里間を開業、蔵宿・夫婦石・伊万里の各駅を新設
  - 12月28日 伊万里鉄道が九州鉄道に合併
- 1907年（明治40年）7月1日 鉄道国有法により九州鉄道が買収・国有化され官設鉄道となる
- 1909年（明治42年）10月12日 国有鉄道線路名称制定にともない、有田 - 伊万里間を伊万里線とする
- 1930年（昭和5年）
  - 3月21日 伊万里 - 楠久間を延伸開業、東山代・楠久の各駅を新設
  - 10月1日 楠久 - 今福を延伸開業、久原・浦ノ崎・今福の各駅を新設
- 1933年（昭和8年）6月25日 今福 - 志佐（現在の松浦）間を延伸開業、調川・志佐の各駅を新設
- 1935年（昭和10年）8月6日 志佐 - 平戸口（現在のたびら平戸口）間を延伸開業、肥前御厨・田平・平戸口の各駅を新設
- 1939年（昭和14年）1月25日 平戸口 - 潜竜（現在の潜竜ヶ滝）間を延伸開業、江迎・潜竜の各駅を新設
- 1944年（昭和19年）4月13日 潜竜 - 肥前吉井（現在の吉井）間を延伸開業

### 佐世保軽便鉄道 - 松浦線
石炭の運搬のため、佐世保軽便鉄道が軌間762mmの軽便鉄道として相浦 - 大野（現在の左石） - 柚木間を1920年に開業した。のちに佐世保鉄道と名を変え、岡本彦馬専用鉄道の買収などにより、上佐世保 - 左石 - 実盛谷 - 四ツ指（のちの四ツ井樋） - 吉井 - 世知原間、左石 - 柚木間、相ノ浦 - 実盛谷間、四ツ指 - 臼ノ浦間の各線を1933年までに開通させて国有化された。
- 1920年（大正9年）3月27日 佐世保軽便鉄道が相浦 - 大野（現在の左石） - 柚木間を開業、大野・皆瀬・中里・山口（停留場）・相浦の各駅を新設
- 1921年（大正10年）10月7日 上佐世保 - 大野間を延伸開業、上佐世保、山ノ田（停留場）、泉福寺（停留場・初代）の各駅を新設
- 1922年（大正11年）6月1日 山口停留場を上相浦停留場に改称
- 1923年（大正12年）12月26日 佐世保軽便鉄道を佐世保鉄道に社名変更
- 1929年（昭和4年）4月20日 大野駅を左石駅に改称
- 1931年（昭和6年）
  - 8月29日 実盛谷 - 四ツ指（のちの四ツ井樋） - 臼ノ浦間を延伸開業、実盛谷駅・真申停留場・小浦駅・四ツ指駅・黒石停留場・大悲観停留場・臼ノ浦駅を新設
  - 12月27日 四ツ指 - 佐々間を延伸開業、佐々駅を新設
- 1933年（昭和8年）10月24日 佐々 - 吉井 - 世知原間を延伸開業（岡本彦馬専用鉄道を買収。後の世知原線区間は貨物営業のみ）吉井・（貨）世知原の各駅を新設
- 1934年（昭和9年）
  - 2月11日 佐々 - 吉井 - 世知原間の旅客営業開始、野寄停留場・神田停留場・祝橋停留場を新設
  - 4月18日 吉井駅を肥前吉井駅に改称
  - 9月24日 猪立山信号所を新設
- 1935年（昭和10年）2月4日 猪立山信号所を貨物駅の猪立山駅に変更
- 1936年（昭和11年）10月1日 佐世保鉄道全線を買収・国有化、上佐世保 - 世知原間、左石 - 柚木間、実盛谷 - 相浦間、四ツ井樋 - 臼ノ浦間を松浦線とする。中里駅を肥前中里駅に、四ツ指駅を四ツ井樋駅に、神田駅を肥前神田駅にそれぞれ改称、猪立山駅を猪立山信号場に変更

### 改軌と線路改良
松浦線国有化後は、他線に直通可能なように762mmから1067mm軌間への改軌が実施された。同時に佐世保線との接続、相浦付近の経路変更、臼ノ浦支線の分岐駅変更などの改良が行われている。
- 1935年（昭和10年）11月9日 佐世保線の佐世保 - 北佐世保間を延伸開業、北佐世保駅を新設
- 1943年（昭和18年）8月30日
  - 上佐世保 - 左石間を廃止、上佐世保・山ノ田・泉福寺（初代）の各駅を廃止
  - 実盛谷 - 相浦間を廃止
  - 北佐世保 - 左石間、肥前中里 - 相浦間を改軌・新線開業
  - 左石 - 柚木間、左石 - 肥前中里間を改軌
  - 佐世保線の佐世保 - 北佐世保間を編入
- 1944年（昭和19年）4月13日
  - 佐々 - 肥前神田（現在の神田） - 肥前吉井（現在の吉井）間、肥前吉井 - 世知原間、佐々 - 臼ノ浦間を改軌
  - 臼ノ浦方面への分岐を四ツ井樋駅から佐々駅に変更、猪立山信号場を廃止
- 1945年（昭和20年）3月1日
  - 肥前中里 - 実盛谷 - 小浦 - 四ツ井樋 - 佐々間の旧線を廃止、実盛谷・真申（初代）・小浦（初代）・四ツ井樋の各駅を廃止
  - 相浦 - 小浦 - 佐々の新線を開業、小浦（2代）・真申（2代）の各駅を新設
  - 肥前吉井 - 世知原間を世知原線、佐々 - 臼ノ浦間を臼ノ浦線、左石 - 柚木間を柚木線として分離し、松浦線は有田 - 伊万里 - 佐世保間とする

### 戦後 - 民営化前
- 1959年（昭和34年）
  - 1月20日 上佐々駅を新設
  - 10月1日 志佐駅を松浦駅に改称
- 1960年（昭和35年）
  - 4月1日 大木駅を新設
  - 5月1日 金武駅を新設
- 1961年（昭和36年）7月15日 中佐世保駅を新設
- 1962年（昭和37年）8月1日 当線を経由する初の優等列車である準急「九十九島」を新設
- 1968年（昭和43年）10月1日 急行「九十九島」（1966年（昭和41年）に格上げ）を「平戸」に改称
- 1971年（昭和46年）10月1日 旅客列車をすべて気動車化、混合列車廃止
- 1972年（昭和47年）3月15日 蒸気機関車8620形とC11形をディーゼル機関車DE10形に置き換え、蒸気機関車の運行終了
- 1982年（昭和57年）11月15日 伊万里 - 佐世保間の貨物営業を廃止[15]
- 1984年（昭和59年）6月22日 第2次特定地方交通線として廃止承認
- 1986年（昭和61年）11月1日 有田 - 伊万里間の貨物営業を廃止
- 1987年（昭和62年）3月 第三セクター鉄道への転換が決定

### 九州旅客鉄道 - 松浦鉄道
- 1987年（昭和62年）
  - 4月1日 国鉄分割民営化により九州旅客鉄道が承継
  - 5月24日 第38回全国植樹祭に伴い、有田 - 伊万里 - 西唐津（伊万里 - 西唐津間は唐津線）間でJR発足後初となるお召し列車運行。
- 1988年（昭和63年）4月1日 松浦鉄道の西九州線として転換、肥前御厨駅を御厨駅に、江迎駅を江迎鹿町駅に、潜竜駅を潜竜ヶ滝駅に、肥前吉井駅を吉井駅に、肥前神田駅を神田駅に、肥前中里駅を中里駅にそれぞれ改称[1]。急行「平戸」を廃止
- 1989年（平成元年）3月11日 三代橋・川東・松浦発電所前・西田平・高岩・棚方・泉福寺（2代）の各駅を新設[14]、田平駅を東田平駅に、平戸口駅をたびら平戸口駅に改称
- 1990年（平成2年）3月10日 里・鳴石・福島口・今福鷹島口・前浜・いのつき・野中・山の田・佐世保中央の各駅を新設[14]
- 1991年（平成3年）3月16日 山谷・波瀬・西木場・中田平・大学前の各駅を新設[14]
- 1994年（平成6年）10月3日 本山駅を新設、今福鷹島口駅を鷹島口駅に、大学前駅を大学駅に改称[14]
- 1996年（平成8年）
  - 3月16日 西有田駅を新設[14]
  - 7月1日 （臨）世界焱博駅を新設（三代橋 - 蔵宿間、10月15日まで営業）
- 1997年（平成9年）3月22日 黒川駅を新設[14]
- 1999年（平成11年）3月13日 すえたちばな駅を新設[14]
- 2001年（平成13年）12月26日 佐世保駅高架化完成
- 2002年（平成14年）
  - 3月1日 伊万里駅新駅舎完成に伴い筑肥線・西九州線間が分断。東西の駅ビルは10月完成
  - 11月18日 たびら平戸口駅から佐世保駅・早岐駅経由でJR大村線大村駅までお召し列車を運転[16]。使用車両はJR九州所属のキハ185系
- 2007年（平成19年）3月18日 上佐々駅を清峰高校前駅に改称
- 2010年（平成22年）8月7日 臨時団体列車としてリバイバル急行「平戸」（キハ58 569＋キハ65 36）が長崎駅から武雄温泉駅まで西九州線経由で運転。国鉄・JR九州の旅客車両の乗り入れは4年5カ月ぶり[17][18]
- 2011年（平成23年）3月12日 全線でICカード「長崎スマートカード」が利用可能となる[19] 。
- 2015年（平成27年）5月11日 沿線地域活性化のために線内の9駅に愛称を付与。佐世保中央駅が「日本一長い「さるくシティ4〇3アーケード」の駅」、相浦駅が「黒島天主堂とあたごさんの駅」、佐々駅が「河津桜とシロウオの里」、西田平駅が「田平天主堂と昆虫の里」、たびら平戸口駅が「日本最西端の駅」、調川駅が「日本一のアジ・サバ水揚げ基地」、鷹島口駅が「元寇の島“鷹島”の玄関」、今福駅が「今より福の生ずる処」、山谷駅が「棚田百選「岳の棚田」の駅」[20]
- 2020年（令和2年）3月1日 全線でICカード「nimoca」が利用可能となる[21][22]。

## 駅一覧
- +印はJR九州からの転換時（後）に設置された新駅。*印は駅員配置駅。
- 快速…●：全列車停車、▼：下り（佐世保行き）の一部列車のみ停車、｜：通過
  - 下り快速列車の一部は伊万里駅・江迎鹿町駅始発（始発駅 - 佐々駅間は普通列車）
- 線路（全線単線）…∨・◇・◆・∧：列車交換可能 ｜：列車交換不可能
  - ◆：伊万里駅はスイッチバック構造（定期旅客列車の同駅を跨いでの直通はなし）

| 駅名            | 営業キロ | 営業キロ | 快速 | 接続路線                | 線路 | 所在地 | 所在地          |
| 駅名            | 駅間     | 累計     | 快速 | 接続路線                | 線路 | 所在地 | 所在地          |
| --------------- | -------- | -------- | ---- | ----------------------- | ---- | ------ | --------------- |
| 有田駅*         | -        | 0.0      |      | 九州旅客鉄道：■佐世保線 | ∨    | 佐賀県 | 西松浦郡 有田町 |
| 三代橋駅+       | 1.7      | 1.7      |      |                         | ｜   | 佐賀県 | 西松浦郡 有田町 |
| 黒川駅+         | 1.1      | 2.8      |      |                         | ｜   | 佐賀県 | 西松浦郡 有田町 |
| 蔵宿駅          | 1.0      | 3.8      |      |                         | ◇    | 佐賀県 | 西松浦郡 有田町 |
| 西有田駅+       | 1.0      | 4.8      |      |                         | ｜   | 佐賀県 | 西松浦郡 有田町 |
| 大木駅          | 1.3      | 6.1      |      |                         | ｜   | 佐賀県 | 西松浦郡 有田町 |
| 山谷駅+         | 0.9      | 7.0      |      |                         | ｜   | 佐賀県 | 西松浦郡 有田町 |
| 夫婦石駅        | 0.9      | 7.9      |      |                         | ◇    | 佐賀県 | 西松浦郡 有田町 |
| 金武駅          | 1.8      | 9.7      |      |                         | ｜   | 佐賀県 | 伊万里市        |
| 川東駅+         | 1.9      | 11.6     |      |                         | ｜   | 佐賀県 | 伊万里市        |
| 伊万里駅*       | 1.4      | 13.0     |      | 九州旅客鉄道：■筑肥線   | ◆    | 佐賀県 | 伊万里市        |
| 東山代駅        | 3.3      | 16.3     |      |                         | ｜   | 佐賀県 | 伊万里市        |
| 里駅+           | 1.2      | 17.5     |      |                         | ｜   | 佐賀県 | 伊万里市        |
| 楠久駅          | 1.1      | 18.6     |      |                         | ◇    | 佐賀県 | 伊万里市        |
| 鳴石駅+         | 1.4      | 20.0     |      |                         | ｜   | 佐賀県 | 伊万里市        |
| 久原駅          | 1.7      | 21.7     |      |                         | ◇    | 佐賀県 | 伊万里市        |
| 波瀬駅+         | 1.1      | 22.8     |      |                         | ｜   | 佐賀県 | 伊万里市        |
| 浦ノ崎駅        | 2.0      | 24.8     |      |                         | ｜   | 佐賀県 | 伊万里市        |
| 福島口駅+       | 0.5      | 25.3     |      |                         | ｜   | 佐賀県 | 伊万里市        |
| 今福駅          | 2.2      | 27.5     |      |                         | ◇    | 長崎県 | 松浦市          |
| 鷹島口駅+       | 1.2      | 28.7     |      |                         | ｜   | 長崎県 | 松浦市          |
| 前浜駅+         | 3.7      | 32.4     |      |                         | ｜   | 長崎県 | 松浦市          |
| 調川駅          | 1.1      | 33.5     |      |                         | ｜   | 長崎県 | 松浦市          |
| 松浦駅*         | 2.1      | 35.6     |      |                         | ◇    | 長崎県 | 松浦市          |
| 松浦発電所前駅+ | 2.6      | 38.2     |      |                         | ｜   | 長崎県 | 松浦市          |
| 御厨駅          | 3.4      | 41.6     |      |                         | ◇    | 長崎県 | 松浦市          |
| 西木場駅+       | 2.8      | 44.4     |      |                         | ｜   | 長崎県 | 松浦市          |
| 東田平駅        | 1.9      | 46.3     |      |                         | ｜   | 長崎県 | 平戸市          |
| 中田平駅+       | 1.8      | 48.1     |      |                         | ｜   | 長崎県 | 平戸市          |
| たびら平戸口駅* | 3.1      | 51.2     |      |                         | ◇    | 長崎県 | 平戸市          |
| 西田平駅+       | 2.6      | 53.8     |      |                         | ｜   | 長崎県 | 平戸市          |
| すえたちばな駅+ | 4.4      | 58.2     |      |                         | ｜   | 長崎県 | 佐世保市        |
| 江迎鹿町駅      | 1.8      | 60.0     |      |                         | ◇    | 長崎県 | 佐世保市        |
| 高岩駅+         | 1.4      | 61.4     |      |                         | ｜   | 長崎県 | 佐世保市        |
| いのつき駅+     | 3.5      | 64.9     |      |                         | ｜   | 長崎県 | 佐世保市        |
| 潜竜ヶ滝駅      | 1.6      | 66.5     |      |                         | ｜   | 長崎県 | 佐世保市        |
| 吉井駅          | 2.3      | 68.8     |      |                         | ◇    | 長崎県 | 佐世保市        |
| 神田駅          | 1.5      | 70.3     |      |                         | ｜   | 長崎県 | 北松浦郡 佐々町 |
| 清峰高校前駅    | 2.1      | 72.4     |      |                         | ｜   | 長崎県 | 北松浦郡 佐々町 |
| 佐々駅*         | 1.6      | 74.0     | ●    |                         | ◇    | 長崎県 | 北松浦郡 佐々町 |
| 小浦駅          | 1.8      | 75.8     | ●    |                         | ｜   | 長崎県 | 北松浦郡 佐々町 |
| 真申駅          | 1.9      | 77.7     | ｜   |                         | ◇    | 長崎県 | 佐世保市        |
| 棚方駅+         | 0.6      | 78.3     | ●    |                         | ｜   | 長崎県 | 佐世保市        |
| 相浦駅          | 1.4      | 79.7     | ●    |                         | ◇    | 長崎県 | 佐世保市        |
| 大学駅+         | 1.2      | 80.9     | ●    |                         | ｜   | 長崎県 | 佐世保市        |
| 上相浦駅        | 0.8      | 81.7     | ●    |                         | ◇    | 長崎県 | 佐世保市        |
| 本山駅+         | 1.8      | 83.5     | ●    |                         | ｜   | 長崎県 | 佐世保市        |
| 中里駅          | 0.5      | 84.0     | ▼    |                         | ◇    | 長崎県 | 佐世保市        |
| 皆瀬駅          | 1.5      | 85.5     | ｜   |                         | ｜   | 長崎県 | 佐世保市        |
| 野中駅+         | 0.7      | 86.2     | ｜   |                         | ｜   | 長崎県 | 佐世保市        |
| 左石駅          | 1.2      | 87.4     | ●    |                         | ◇    | 長崎県 | 佐世保市        |
| 泉福寺駅+       | 1.0      | 88.4     | ●    |                         | ｜   | 長崎県 | 佐世保市        |
| 山の田駅+       | 1.1      | 89.5     | ｜   |                         | ｜   | 長崎県 | 佐世保市        |
| 北佐世保駅      | 1.1      | 90.6     | ●    |                         | ◇    | 長崎県 | 佐世保市        |
| 中佐世保駅      | 2.0      | 92.6     | ｜   |                         | ｜   | 長崎県 | 佐世保市        |
| 佐世保中央駅+*  | 0.2      | 92.8     | ●    |                         | ｜   | 長崎県 | 佐世保市        |
| 佐世保駅*       | 1.0      | 93.8     | ●    | 九州旅客鉄道：■佐世保線 | ∧    | 長崎県 | 佐世保市        |

### 過去の接続路線
- 肥前吉井駅：世知原線 - 1971年12月26日廃止
- 佐々駅：臼ノ浦線 - 1971年12月26日廃止
- 左石駅：柚木線 - 1967年9月1日廃止